# Umirajoči bog Triglav
Bevkova zgodovinska povest "Umirajoči bog Triglav" je bila prvič izdana leta 1930 ob skorajšnji 600 letnici križarskega pohoda v Kobarid 1331, ko so križarji iz Čedada odšli v Kobarid posekati drevo in zasuti studenec, katera so tamkajšnji Slovenci častili. 

## Kontekst
Bevk je zgodbo povesti - tako kot pri nekaterih drugih svojih zgodbah - postavil v srednji vek, s čimer se je ognil prepovedi izdaje knjige, čeprav je vsebina jasno klicala rojake k obrambi Slovenstva, saj so se ogroženi Slovenci v času fašističnega nasilja lahko enostavno identificirali z vsebino knjige, kjer prihaja nevarnost z zahoda v obliki inkvizicije. 

## Izdaje
Knjiga je v manjši nakladi izšla leta 1930. Druga izdaja je izšla po vojni leta 1960 v nakladi 22.800 izvodov, tretja pa je leta 2018 v nakladi 500 izvodov. 